# Xenosaurus phalaroanthereon
La lagartija escamas de perilla oaxaqueña (Xenosaurus phalaroanthereon) es una especie de reptil perteneciente a la familia Xenosauridae. El nombre phalaroanthereon se forma del Griego phal-aros (punteado blanco) y anthereon (mentón). El nombre es en referencia a los distintivos puntos blancos en el mentón de esta especie.

## Clasificación y descripción
Xenosaurus phalaroanthereon se distingue de otras especies del género debido a que tiene 2-6 (usualmente 3 o 4) puntos blancos, en ocasiones desvanecidos, en la región infralabial de la barbilla (en otras especies estos puntos blancos están ausentes en la región infralabial). Además, esta especie difiere de otros taxones del género, a excepción de X. agrenon, en que en el 94% de los especímenes colectados, tienen el segundo par de las escamas de la barbilla en contacto unas con otras anteriormente (el segundo par de las escamas están separadas por una o dos escamas gulares en X. agrenon, X. grandis rackhami y todos los especímenes del género). También, X. phalaroanthereon difiere de las demás especies, excepto por X. rectocorallis, ya que tiene menos escamas debajo del cuarto dedo (19-22), y una cola más corta (0,73-0,79 cm).

## Distribución
Xenosaurus phalaroanthereon se conoce únicamente en la localidad tipo a 6,1 km al suroeste de San Juan Acaltepec y otro relativamente cerca de la localidad a 4 km al noreste del municipio.

## Hábitat
La mayoría de los especímenes fueron colectados en los bordes de pequeñas grietas (± 1 m de longitud) distribuidos en las laderas de robles. La maleza era hierba escasa principalmente; la mayoría de las lagartijas fueron colectadas cerca unas de otras. Las áreas más bajas en la región estás cubiertas por bosques de pino-encino, sin embargo en elevaciones mayores, está dominado por robles. El clima en la localidad tipo es cálido con una temperatura media anual entre 18 y 22 °C alcanzando temperaturas de -3° en los meses más fríos; con lluvias en verano y menos del 5% de probabilidades de lluvia en invierno.

## Estado de conservación
Se encuentra catalogada como datos insuficientes (DD) en la IUCN.